# Plum Island (New York)
Plum Island est une île de la ville de Southold dans le comté de Suffolk, New York, aux États-Unis. L'île est située dans la baie de Gardiners (en), à l'est d'Orient Point, au large de l'extrémité est de la côte North Fork de Long Island. Elle s'étend sur 4,85 km de long et 1,65 km de large à son point le plus large.

## Ressources naturelles et culturelles
L'île est le site du Centre des maladies animales de Plum Island (en) (PIADC), créé par le département de l'Agriculture des États-Unis (USDA) en 1954. L'île est également le site de l'ancienne installation militaire américaine Fort Terry (vers 1897) et de l'historique phare de Plum Island (vers 1869) et de son remplacement automatisé.

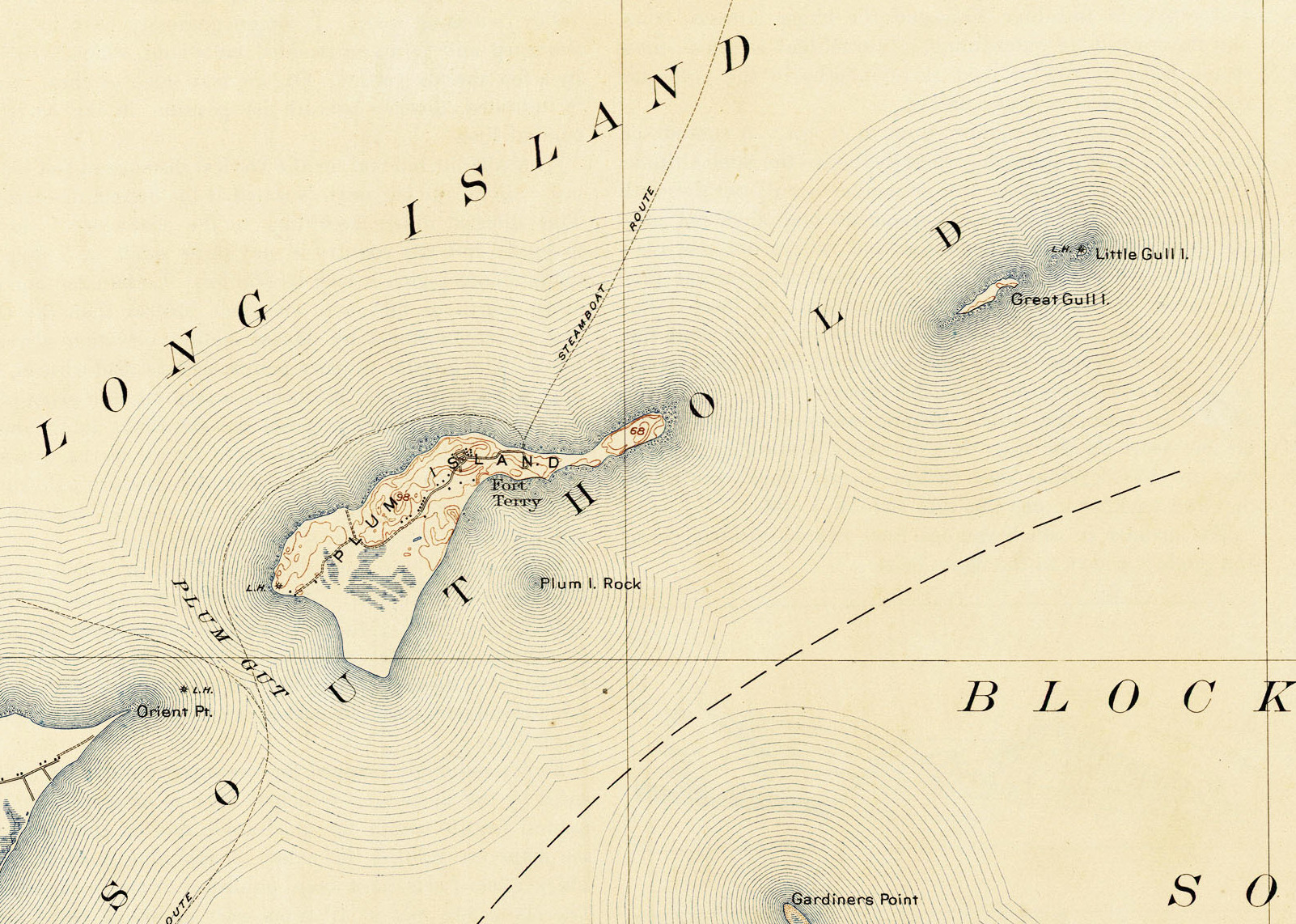

Plum Island appartient entièrement au gouvernement des États-Unis, qui envisageait la vente de l'île, mais a suspendu le projet en février 2012. L'accès à l'île est contrôlé par le département de la Sécurité intérieure des États-Unis (DHS).
Le 29 août 2013, l'Administration des services généraux des États-Unis (GSA) et le département de la Sécurité intérieure des États-Unis (DHS) ont annoncé un dernier «Record of Decision (ROD): Public Sale of Plum Island, New York» (Relevé de décision : Vente publique de Plum Island, New York).
Une vaste coalition d'organisations de conservation, environnementales et civiques s'emploie à préserver Plum Island, avec ses ressources naturelles et culturelles diverses et uniques, pour la Public trust. Ces organisations comprennent: la Preserve Plum Island Coalition (PPIC), le Connecticut Fund for the Environment, ainsi que son programme régional permanent Save the Sound  et Soundkeeper, Inc. .

## Géologie
La partie nord de l'île Plum est un gisement morainique de récession, qui fait partie de la moraine de Harbour Hill-Roanoke Point-Fishers Island-Charlestown, et fait donc partie des terres extérieures (Outer Lands (en)). Des rochers dans la moraine sont visibles sur le versant érodé du nord de l'île.

## Histoire

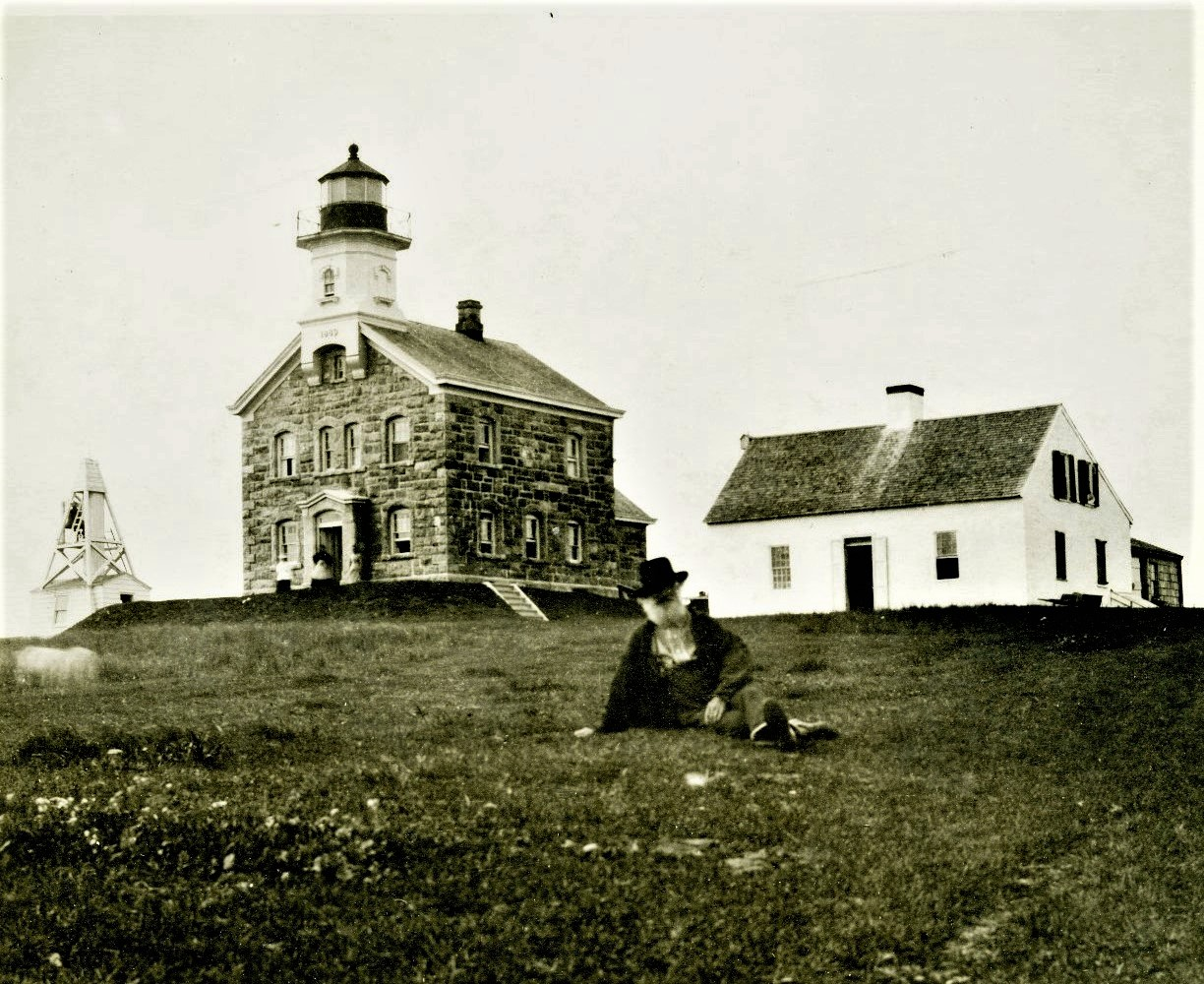
George Bradford Brainerd (Américain, 1845–1887). Gardien de phare, Plum Island, Long Island, 1879. Négatif sur plaque humide en verre collodion argenté. Musée de Brooklyn

Plum Island était désignée sous le nom de Manittuwond par la nation amérindienne Pequot. Elle est probablement découverte par les Européens en 1614 quand Adriaen Block, un Néerlandais employé par la Compagnie néerlandaise des Indes occidentales, a cartographié la région. Anciennement connue sous le nom de "Île de Patmos", l'île fut renommée d'après les prunes de plage qui poussent le long des rives, et une vieille carte hollandaise datée des années 1640 montre le nom "Pruym Eyelant" (Plum Island). L'île était initialement occupée par la tribu amérindienne des Corchug (Corchong) qui prêtaient allégeance à la tribu des Montauket et reconnaissaient Wyandanch, Sachem des Montauket, comme Grand Sachem de Paumanake (ancien nom amérindien de Long Island. En 1659, l'île fut achetée par Samuel Wyllys de Hartford, à Wyandanch, contre un manteau, un baril de biscuits et 100 hameçons,,.
Le 11 août 1775, le général David Wooster envoya 120 soldats sur l'île, alors connue sous le nom de Plumb Island, qui furent immédiatement attaqués par les Britanniques. Après avoir tiré une seule salve de riposte, les soldats se retirèrent sur Long Island. Bien qu'aucune victime ait été signalée, cette brève escarmouche aurait représenté au moins une «première» militaire américaine : le premier assaut amphibie par une armée américaine.[réf. nécessaire]
Le phare historique de Plum Island est situé à l'extrémité ouest de l'île. Le phare original de Plum Island a été construit en 1827; la structure actuelle date de 1869. La lumière marque le côté est de Plum Gut, l'accès d'un mile de large au détroit de Long Island avec des courants de marée extrêmement forts. Le phare a facilité la navigation près de l'entrée du détroit de Long Island, en particulier à travers le chenal «Plum Gut» entre Orient Point et Plum Island.

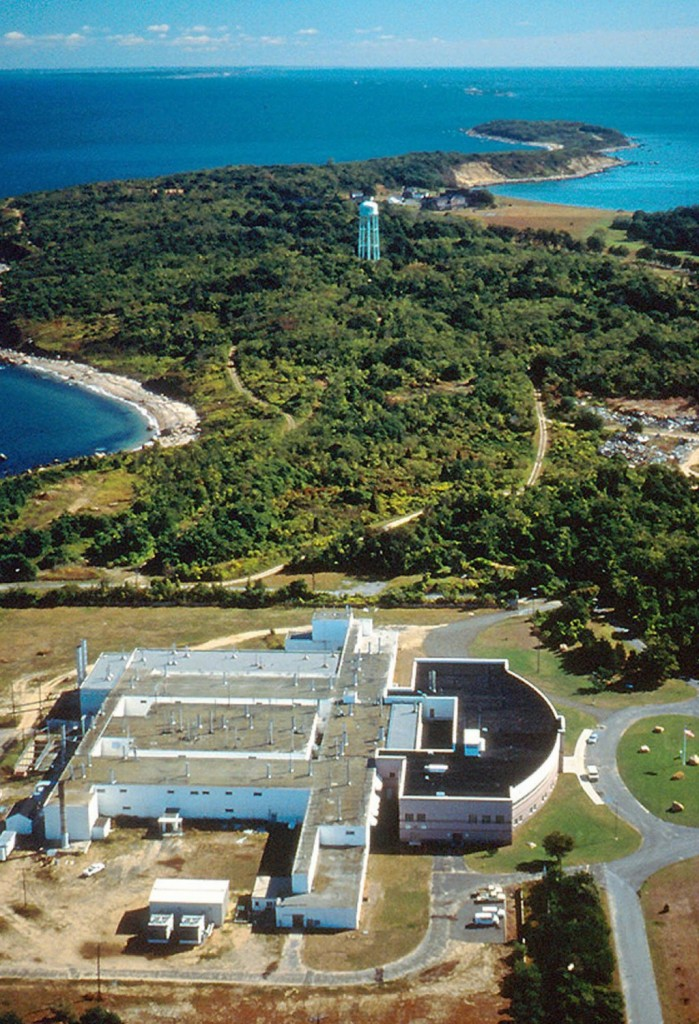
Vue aérienne du centre des maladies animales de Plum Island

Après avoir été la propriété de plus de 20 familles, en 1899, l'île a été achetée dans son intégralité par le gouvernement des États-Unis à la suite de la guerre hispano-américaine pour environ 90 000 $. L'armée américaine y établit un poste d'artillerie côtière, plus tard connu sous le nom de Fort Terry (en) en 1897. Pendant la Seconde Guerre mondiale, le fort a été activé comme base anti-sous-marine et désactivé après la guerre. Le fort a ensuite été réactivé et affecté au Corps chimique de l'armée.
En 1954, le département de l'Agriculture des États-Unis (USDA) a créé le Centre des maladies animales de Plum Island (en) (PIADC). Le Centre mène des recherches sur les agents pathogènes des animaux pour protéger les agriculteurs, les éleveurs et l'approvisionnement alimentaire national. En raison de la nature des recherches, l'accès à l'île et à l'installation de recherche est restreint.
En 2003, le département de la Sécurité intérieure des États-Unis (DHS) pris possession de l'île et de toutes ses installations. L'USDA poursuivit sa mission scientifique de long terme au PIADC conjointement avec le DHS, chargé de l'exploitation sûre et sécurisée de l'installation.
Du fait de l'accroissement des mesures de sécurité nationale à la suite des attaques contre les États-Unis le 11 septembre 2001, Plum Island fut considérée comme un site potentiel pour un nouveau laboratoire de haute sécurité sur les maladies animales, le National Bio and Agro-Defence Facility (NBAF). En septembre 2008, le Congrès américain a adopté la loi publique 110-329 ( Sec.540 - New York) ordonnant à l'Administration des services généraux (GSA) de fermer le PIADC, de vendre l'île au public et d'utiliser le produit de la construction de la NBAF, s'il était décidé que la NBAF serait construite ailleurs. En janvier 2009, le département de la Sécurité intérieure des États-Unis (DHS) choisit la ville de Manhattan, au Kansas, comme site de la NBAF, et décida d'y transférer également le PIADC. Cependant, la baisse de la valeur des biens immobiliers résultant de la crise des prêts hypothécaires à risque et de la récession de la fin des années 2000 rendit la vente de l'île non rentable. En effet, le produit de la vente de l'île était nécessaire pour construire la nouvelle installation au Kansas, le projet a été effectivement annulé à court terme compte tenu que le projet de budget fédéral 2013 ne contenait aucun financement pour la nouvelle installation. Dans le cadre de la vente prévue de Plum Island, le gouvernement des États-Unis a préparé une étude d'impact environnemental (EIE) pour l'île, dont l'un des objectifs est de déterminer si l'impact de près de soixante ans d'expérimentation animale sur l'île est susceptible de constituer un menace pour la santé publique et, ce faisant, empêcher la vente prévue

## Livre de la société historique
En juin 2012, la Southold Historical Society annonce qu'elle prévoyait de publier une histoire détaillée de Plum Island depuis la période de la colonisation jusqu'aux temps modernes. Le livre, selon la Société, corrigerait un certain nombre d'erreurs apparues dans les précédentes études historiques et fournirait la première histoire complète annotée de l'île à ce jour. La Société ajoute qu'elle était actuellement à la recherche de documents et d'images originaux relatifs aux structures historiques et aux familles qui occupaient autrefois l'île de Plum.
En septembre 2014, la Southold Historical Society annonce la publication du nouveau livre A World Unto Itself: The Remarkable History of Plum Island, New York documentant l'histoire de Plum Island de sa création à nos jours. Parmi les sujets abordés, citons l'utilisation de l'île par les forces britanniques pendant la guerre d'indépendance américaine et la guerre de 1812, l'utilisation de l'île comme lieu de loisirs à l'ère des loisirs, ainsi que l'emplacement de la cour martiale de Benjamin M. Koehler en 1914, dont la condamnation pour homosexualité a finalement conduit à la politique de ne pas demander, ne pas dire[Information douteuse]. La Société a noté dans son communiqué de presse concernant la sortie du livre:
« Grâce à ses nombreuses incarnations, Plum Island est resté dans un état semi-naturel. Aujourd'hui, elle offre un rare aperçu de ce à quoi ressemblaient Long Island et une grande partie du nord-est avant d'être saisis par le progrès. En même temps, elle porte les marques de l'histoire humaine qui s'y est déroulée: le phare entretenu par tant de fidèles; les routes étroites, les voies ferrées rouillées et les batteries d'artillerie autrefois remplies de soldats n'ayant jamais connu le combat; et, bien sûr, les installations modernes où la poursuite quotidienne de la science nous fait à la fois avancer et nous repousse ».

## Futur, activisme public, activité législative actuelle
En 2008, le Congrès américain a adopté et le président américain George W. Bush a signé la loi publique 110-329 (Sec.540 - New York), qui fait partie de la Consolidated Security, Disaster Assistance, and Continuing Appropriations Act, 2009, qui exige la vente de Plum Island et du Plum Island Animal Disease Center (PIADC) pour aider au financement de la nouvelle installation nationale de bio et d'agro-défense à Manhattan, Kansas. Cette loi a lancé le processus qui pourrait finalement de terminer par la vente par le gouvernement fédéral de la totalité de Plum Island à une partie privée.
Le Fonds du Connecticut pour l'environnement et son programme régional permanent Save the Sound et Soundkeeper, Inc. sont les deux organisations qui dirigent les aspects juridiques du mouvement visant à préserver Plum Island, y compris l'abrogation de la loi publique 110-329 (Sec.540 - New York). En outre, une large coalition d'organisations de conservation, environnementales et civiques, et d'autres, a formé la Coalition Preserve Plum Island (PPIC), dans le but commun de protéger Plum Island pour le Public trust. Le PPIC préconise que l'île de Plum soit répertoriée comme réserve nationale de faune (National Wildlife Refuge - NWR) ou autre zone protégée. La proposition du PPIC note qu'au cours des dernières décennies, le gouvernement fédéral a établi un certain nombre de NWR dans la partie orientale de Peconic Bay/sud de la Nouvelle-Angleterre. Ces NWR comprennent: Nomans Land Island, au large des côtes du Massachusetts; Block Island, Sachuest Point, John H. Chafee, Trustom Pond et Ninigret, dans le Rhode Island côtier; les dix unités de Stuart B. McKinney NWR s'étendant le long de la côte du Connecticut; et Elizabeth A. Morton NWR, à Sag Harbor, New York.
Le 16 juillet 2013, l'ancien membre du Congrès américain Tim Bishop (1er district congressionel de New York) a présenté un nouveau projet de loi bipartisan («Save, Don't Sell Plum Island»). Cet objectif de ce projet de loi était de préserver la biodiversité critique et d'empêcher le développement ultérieur, sur Plum Island, en éliminant l'exigence actuelle dans la loi que toute l'île de Plum soit vendue aux enchères publiques dans le cadre de la construction du nouveau plan national Bio and Agro - Une installation de défense (NBAF) qui doit être construite à Manhattan, Kansas, pour remplacer le Centre des maladies animales de Plum Island (en) (PIADC) de Plum Island. Une législation similaire a également été introduite au Sénat américain en même temps que celle de la Chambre des représentants.
Le 29 août 2013, l'USDA et le DHS ont annoncé un compte rendu de décision final (ROD) qui a déterminé que l'intégralité de Plum Island serait vendue au secteur privé pour aider à compenser le coût de construction d'une nouvelle installation pour le PIADC à Manhattan, Kansas.
Le 30 septembre 2013, le gouverneur de New York, Andrew Cuomo, a envoyé une lettre au département de la Sécurité intérieure des États-Unis (DHS) et à l'Administration des services généraux des États-Unis (GSA), appelant les deux agences à se soumettre à une ordonnance de consentement les obligeant à présenter un plan de dépollution complet pour Plum Island, dans le comté de Suffolk, New York, et transmettre à l'État de New York un rapport final sur l'état de l'île avant sa mise en vente.
Le 5 janvier 2015, le Connecticut Fund For the Environment (CFE) et Save The Sound ont conjointement envoyé une lettre au département américain de la sécurité intérieure (DHS) et à la US General Services Administration (GSA), indiquant avec un préavis de 60 jours leur intention de poursuivre ces agences en justice. Cette lettre expliquait comment la disposition finale de Plum Island, en vertu des termes actuels de la loi publique 110-329, était en violation de la Loi sur les espèces en voie de disparition (Endangered species Act - ESA).
Le 1er avril 2015, les sénateurs de New York et du Connecticut, les sénateurs Schumer, Gillibrand, Blumenthal et Murphy, ont envoyé une lettre au Comité des crédits demandant l'abrogation du Public Law 110-329. Les sénateurs ont expliqué que le raisonnement financier initial pour vendre Plum Island n'était plus valable et qu'il était dans le meilleur intérêt du pays de conserver Plum Island.
Le 17 avril 2015, le membre du Congrès Lee Zeldin, représentant le 1er district de New York, a réintroduit HR 1887, une loi visant à protéger Plum Island, qui était auparavant parrainée par son prédécesseur, le membre du Congrès Tim Bishop. Le but de la loi est de renverser la loi publique 110-329 qui prescrivait la vente publique de Plum Island par le gouvernement fédéral au plus offrant. Le membre du Congrès Zeldin a déclaré qu'il avait toujours soutenu l'ouverture du Centre des maladies animales de Plum Island (en) (PIADC), ainsi que la conservation des ressources naturelles de l'île. Il prévoit de travailler avec ses collègues du Congrès sur une base bipartite, pour obtenir l'adoption du projet de loi.

## Dans la culture populaire
- Le roman de 1988 Le silence des agneaux de l'auteur Thomas Harris mentionne "Plum Island" comme site de vacances supervisé potentiel pour Hannibal Lecter comme une récompense pour avoir aidé à attraper Jame Gumb. Il s'y réfère avec dérision sous le nom de "Anthrax Island". Il est également utilisé de cette manière dans l' adaptation cinématographique du roman.
- Plum Island est un roman de 1997 de Long Island, New York, auteur Nelson DeMille, qui utilise l'île comme l'un de ses paramètres dans le livre.
- Le livre 2004 Lab 257: The Disturbing Story of the Government's Secret Plum Island Germ Laboratory de Michael Carroll, examine le Plum Island Animal Disease Center (PIADC).
- Plum Island est le titre et l'objet d'un épisode de la série télévisée Conspiracy Theory avec Jesse Ventura. L'épisode a été diffusé à l'origine le 15 octobre 2010, dans la saison deux.
- Plum Island est théorisé par certains comme étant à l'origine du monstre dans le film Cloverfield de 2008.
- Plum Island est mentionné dans la saison 4, épisode 4, "Dawn of the Med", de l'émission Royal Pains.
- Plum Island est le lieu d'un complot meurtrier du gouvernement dans le roman de 2014, Le monstre de Montauk de Hunter Shea.
- Plum Island est l'emplacement du laboratoire de neurotechnologies avancées (ANS) dans le roman Game Changer 2016 de Douglas E. Richards
- Plum Island est l'emplacement du principal centre de recherche du gouvernement américain qui tente d'arrêter le virus de l'hémorragie dans la série du cycle d'extinction post-apocalyptique de Nicholas Sansbury Smith.
- "Plum Island" est une chanson du groupe Waterparks figurant sur leur album, Double Dare.
- «Plum Island» est mentionné dans la saison 3 de la série Netflix Hemlock Grove.
- Plum Island est le décor de certaines parties de la saison 1, des épisodes 12 et 13 de la série ABC Emergence.
- Plum Island est le lieu de résidence de l´heroine Rachel du livre "La Chaîne" d'Adrian McKinky.